# Keravnos Strovolou
Keravnos Strovolou (griechisch Γυμναστικός Σύλλογος Στροβόλου Κεραυνός Gymnastikos Syllogos Strovolou Keravnos) ist ein zyprischer Basketballverein aus Nikosia.

## Geschichte
Der Verein wurde 1926 gegründet, die Basketball-Abteilung besteht seit 1964. Als Keravnos Cyprus College war der Klub Gründungsmitglied der höchsten zyprischen Spielklasse, der Division 1. Diese konnte der Verein bisher fünfmal gewinnen, erstmals 1989 und zuletzt im Jahr 2008. Zudem konnte der Klub achtmal den zyprischen Basketballpokal gewinnen.
Keravnos spielt seit Anfang der 1990er Jahre regelmäßig im Europapokal mit, in dem man mehrmals beachtliche Ergebnisse erzielte. So kam man 1998 im Eurocup bis in die Runde der letzten 32. Nach dem überraschenden Überstehen der Gruppenphase schied man dort gegen den späteren Sieger dieses Wettbewerbs, Žalgiris Kaunas, aus. Bereits zuvor nahm das Team mehrmals am Korać-Cup teil.
In der Saison 2000/01 erreichte Keravnos als erstes zyprisches Team ein Viertelfinale im Europapokal. Im Saporta Cup wurde die Mannschaft zunächst Gruppenzweiter, schaltete dann im Achtelfinale Borac Banja Luka aus, ehe im Viertelfinale Pamesa Valencia zu stark war.
In der Saison 2006/07 kam das Team sogar bis ins Finale der FIBA EuroCup Challenge, wo es sich ZSK WWS Samara geschlagen geben musste. Danach folgten Teilnahmen an der EuroChallenge, in der die Mannschaft aber nicht mehr über die Gruppenphase hinaus kam.

## Halle
Der Verein trägt seine Heimspiele in der 2.000 Plätze umfassenden Costas Papaellinas Arena aus.

## Erfolge
- 6× Zyprischer Meister (1989, 1997, 2000, 2002, 2008, 2017)
- 8× Zyprischer Pokalsieger (1989, 1997, 1998, 1999, 2005, 2006, 2007, 2010)
- Finalist EuroCup Challenge (2007)
- Viertelfinalist Saporta Cup (2001)

## Bekannte (ehemalige) Spieler
- Miladin Peković (2010-)
- Winsome Frazier (2011–12)
- Mlađen Šljivančanin (2010–11)
- Agamemnon Ioannou (2009–11 & 1997–99)
- LaMarr Greer (2008–09)
- Jarrett Hart (2007–10)
- Bjorn Aubre McKie (2002)